# NGC 470
NGC 470 è una galassia a spirale situata nella costellazione dei Pesci a una distanza di circa 110 milioni di anni luce dalla Terra.
Fu scoperta nel 1784 da Friedrich Wilhelm Herschel. La galassia mostra una debole interazione con NGC 474.

## Il Gruppo di NGC 470
NGC 470 fa parte dell'omonimo raggruppamento di oggetti celesti situati nella costellazione dei Pesci e che comprende almeno 17 galassie tra cui: NGC 470, NGC 474, NGC 485, NGC 488, NGC 489, NGC 502, NGC 516, NGC 518, NGC 520, NGC 522, NGC 524, NGC 525 e NGC 532.
A queste vanno aggiunte altre 4 galassie luminose nel dominio dei raggi X:
NGC 509, IC 101, IC 114 e CGCG 411-0458 (PGC 4994), dal momento che esse si trovano nella stessa regione della sfera celeste e a distanze similari a quelle del gruppo in oggetto.
La distanza del centro di massa del gruppo dalla nostra Via Lattea è di circa 30,8 mega parsec.